# The Narrows (New York)
Pour les articles homonymes, voir Narrow.
The Narrows est un détroit qui se trouve à New York, entre les arrondissements de Brooklyn (situé sur Long Island) et de Staten Island, et relie la Upper New York Bay à la Lower New York Bay. Narrows est un terme anglais qui signifie littéralement en français « détroit ». 
Ce détroit n'est pas le « détroit de Verrazano » ni les The Verrazano Narrows car seul le pont porte le nom du navigateur florentin, lequel est écrit depuis l'origine avec une faute d'orthographe.

## Géographie

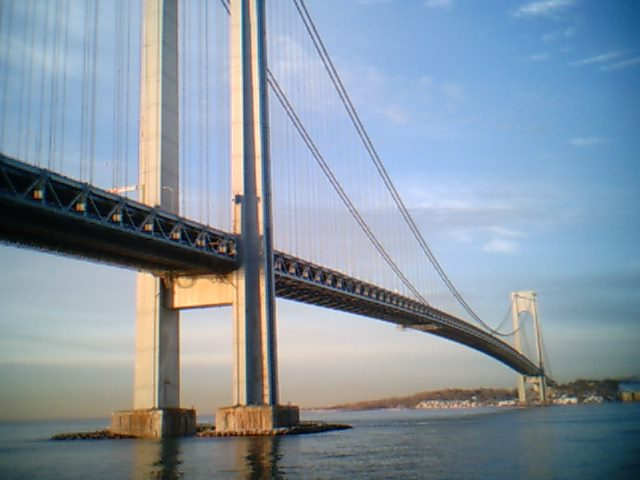
Le pont Verrazzano-Narrows.

The Narrows forme le principal chenal d'accès au port de la ville et relie les deux parties de la baie de New York : la Lower Bay (au sud) à la Upper Bay (au nord). Sa longueur est d'environ 5 km pour une largeur de 1,7 à 3 km.
Le pont Verrazzano-Narrows qui traverse le détroit est construit en 1964. Il était à l'époque le plus long pont suspendu du monde et reste à ce jour le plus long ouvrage de ce type aux États-Unis.

## Histoire

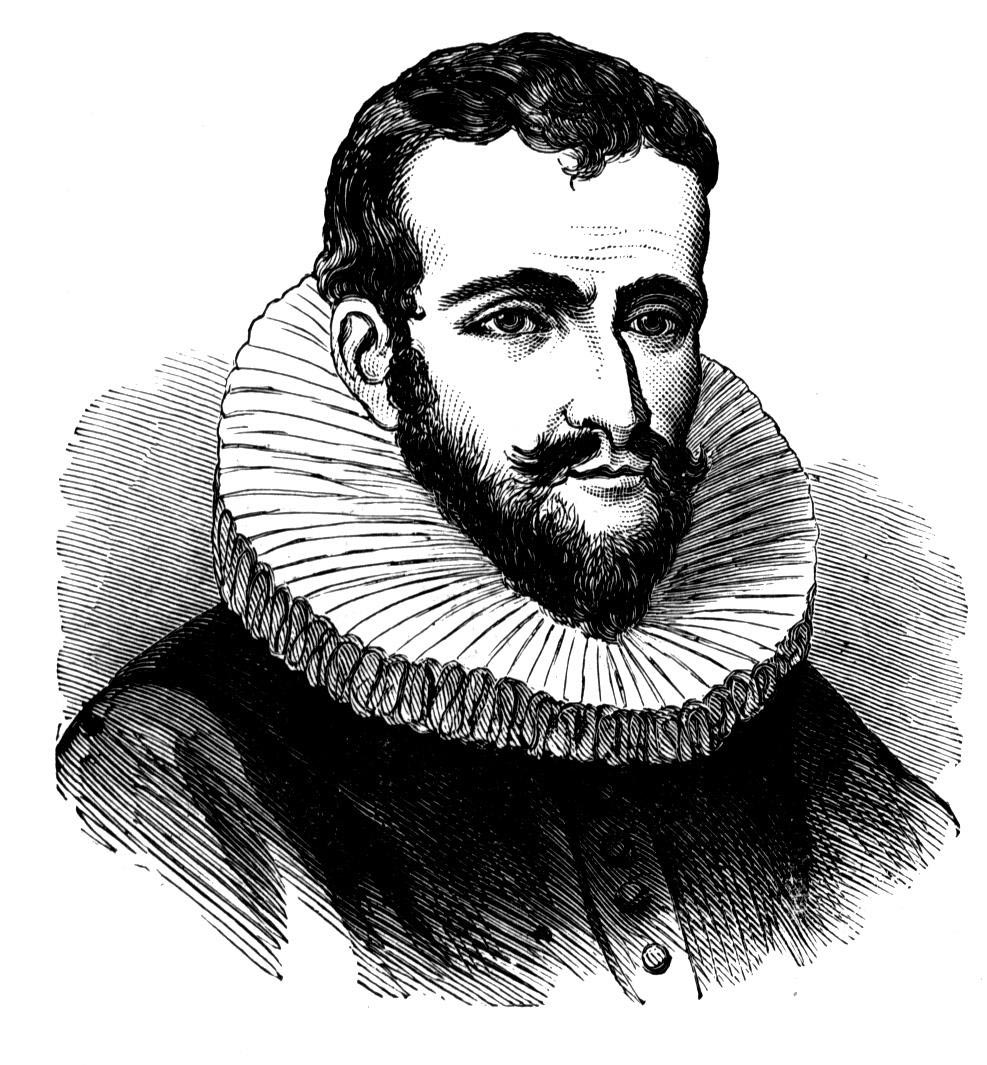
Henry Hudson

The Narrows s'est formé à la fin de la dernière période glaciaire. Auparavant, Staten Island et Long Island n'étaient pas séparées et formaient alors qu'une seule île. À cette époque, l'Hudson River se jetait dans l'océan Atlantique plus au sud, en suivant le parcours de l'actuelle Raritan River.
Giovanni da Verrazzano, missionné par l'armateur Jean Ango, est le premier Européen à franchir The Narrows, le 17 avril 1524 et a explorer le secteur de l'actuelle New York.
À bord de son navire, le Halve Maen qui transporte des marins anglais et hollandais, le navigateur britannique Henry Hudson traverse le détroit des Narrows et ancre dans la baie de ce qui sera New-York le 11 septembre 1609, ignorant encore qu'il vient de découvrir un fleuve qui portera son nom (à l'époque il fut dénommé Noort River), mais aussi l'île de Manhattan, futur centre d'une vaste mégalopole.
Hudson persuadera, à son retour, les hollandais de la compagnie néerlandaise des indes orientales, financeurs de son voyage, d'y fonder une colonie qui sera dénommée Nieuw Amsterdam,.